# Brett Blundy
Brett Blundy, född 1959 eller 1960, är en australisk företagsledare och entreprenör som äger och kontrollerar förvaltningsbolaget BBRC Worldwide, som i sin tur har intressen i bland annat fastigheter,  jordbruk, kapitalförvaltning och konsumtionsvaror.
Den amerikanska ekonomitidskriften Forbes rankade Blundy till att vara världens 1 321:a rikaste med en förmögenhet på 2,2 miljarder amerikanska dollar för den 13 mars 2023.
Han äger superyachten Cloud 9 men Blundy satte upp den till försäljning för 155 miljoner euro i januari 2023.